# 플로라 앤 썬
《플로라 앤 썬》(영어: Flora and Son)은 2023년 개봉한 뮤지컬 코미디 드라마 영화이다. 존 카니가 감독과 각본을 맡았다.
이 영화는 2023년 1월 22일 선댄스 영화제에서 세계 최초로 공개되었고, 2023년 9월 22일 미국에서 제한적으로 극장 개봉되었으며, 2024년 2월 23일 아일랜드에서 광범위하게 개봉되었다. 또한 2023년 9월 29일 애플 TV+에서 전 세계적으로 스트리밍을 시작했다.

## 줄거리
더블린에 사는 싱글맘 플로라는 반항적인 십대 아들 맥스와의 관계에 어려움을 겪고 있다. 맥스가 좀도둑질을 일삼자 경찰은 플로라에게 아들의 취미를 찾아주라고 권한다. 플로라는 쓰레기 더미에서 오래된 기타를 발견하고, 이를 계기로 온라인 기타 강사 제프의 도움을 받아 기타를 배우기 시작한다. 플로라는 제프와의 만남을 통해 새로운 희망과 가능성을 발견하고, 버려진 기타가 누군가에게는 구원이 될 수 있다는 것을 깨닫는다. 플로라와 맥스 모두 음악을 통해 서로를 이해하고 변화해가는 과정을 그린 음악 코미디 드라마이다. 영화에는 존 카니와 게리 클락이 작곡한 오리지널 곡들이 등장한다.

## 출연

### 주연
- 이브 휴슨 - 플로라 역
- 조셉 고든 레빗 - 제프 역

### 조연
- 오렌 킨런 - 맥스 역
- 잭 레이너 - 이언 역
- 소피 바바쇠르 - 후아니타 역
- 켈리 손턴 - 하트 역
- 키스 맥얼린 - 배리 번 역